# Franz Jonas
Franz Jonas (Floridsdorf, 1899. október 4. – Bécs, 1974. április 24.) osztrák politikus, Bécs polgármestere (1951–1965), Ausztria elnöke (1965–1974).

## Életpályája
Eredeti foglalkozása nyomdai szedő volt. Ausztria Szociáldemokrata Pártjának a tagja volt. A második világháború után kapcsolódott be a bécsi közösségi politikába. 1951 és 1965 között Bécs polgármestere volt. 1965-től haláláig szövetségi elnök.
Az eszperantó lelkes híve volt, és 1923-tól kezdve a nyelv oktatója lett. Az 1970-es Bécsben tartott Eszperantó Világkongresszuson eszperantó nyelven szólalt fel.

## Emlékezete
A Schottentor metróállomás felett egy kétszintes közlekedési csomópont van, melynek építményét a köznyelv Jonas-Reindl-nek (Jonas-tál) hív, mert polgármestersége alatt építették.
Az egykori cseh állami iskola Jedlesee-ben, Floridsdorf egyik részében a Franz Jonas Európai Iskola nevet viseli.

## Díjai, elismerései
- Német Szövetségi Köztársaság Érdemrendje (1958)
- Osztrák Köztársaság Érdemjele (1960)
- Bajor Érdemrend (1960)
- Bécs díszpolgára (1961)
- Osztrák Köztársaság Érdemjele (1965)
- Szent Olav-rend (1966)
- Steyr díszpolgára (1968)
- Pierre de Coubertin-érem (1969)
- Fehér Rózsa Rend Nagykeresztje Gallérral
- Az Olasz Köztársaság Érdemrendje (1971)